# Auroracetus
Auroracetus  — вимерлий рід платаністуватих (Platanistoidea). Містить один вимерлий вид, Auroracetus bakerae, який був опублікований у 2009 році.